# Рауракська республіка
Рауракська республіка (фр. République rauracienne) — короткочасна республіка, в зоні французької окупації, яка містила частину території сучасної Швейцарії у передгір'ях гір Юра, від проголошення 17 грудня 1792 року до анексії Францією 23 березня 1793 року. Створена з північної частини Базельського князь-єпископства, яке було частиною Священної Римської імперії.

## Назва
Назва республіки походить від латинської назви стародавнього кельтського племені раураків, яке заселило південну частину Верхнього Рейну. Раураки були споріднені з гельветам, чиїм ім'ям пізніше назвали іншу французьку клієнтську державу — Гельветійську республіку.

## Історія
Держава утворена 17 грудня 1792 на землях князь-єпископства Базель. В умовах народних виступів, викликаних революційними подіями в сусідній Франції, група з 23 колишніх депутатів Генеральних штатів і Жозеф-Антуан Ранггер усунула від влади єпископа Сигізмунда фон Роггенбаха, що втік з країни. 27 листопада змовники під республіканськими гаслами оголосили вибори до «Національної асамблеї», а також запросили французьку Рейнську армію на чолі з генералом Арманом Біроном.
Подальше недовге існування республіки відбувалося за умов трьох, що діяли послідовно, асамблей: Перша (17 грудня 1792 — 8 січня 1793) пройшла під контролем командувача французьких військ Одона Нікола Демара, єпископа Жана-Батиста Гобеля і Ранггера. Вона спробувала створити конституцію, проте закінчилася актами насильства протиборчих сторін. Її визнало незаконною міністерство закордонних справ Франції, після чого розпущена.
Друга (8 січня — 16 лютого 1793) характеризувалася спробами прибічників Демара, які ні до чого не привели, здобути владу, яка на той момент залишалася в руках фракції Ранггера. Обидві фракції постійно апелювали до французького Національного конвенту, домагаючись його підтримки. Зрештою асамблею розігнав французький генерал Жан Етьєн Філібер Депре-Крассьє.
7 березня 1793 року зібралася третя асамблея, яка проголосувала за приєднання території республіки до Франції. 23 березня 1793 року з території республіки створено французький департамент Мон-Террибль зі столицею в Поррантрюї.
На Віденському конгресі 1815 року територію колишньої республіки в основному розділено між швейцарськими кантонами Базель і Берн.